# Songs for the Gatekeeper
Songs for the Gatekeeper – drugi album studyjny duńskiej grupy muzycznej Tesco Value. Wydawnictwo ukazało się w 2004 roku w nakładzie 600 egzemplarzy. 23 marca 2009 roku nakładem Mystic Production ukazała się w Polsce reedycja albumu sygnowana jako Czesław Śpiewa/Tesco Value.

## Lista utworów
Opracowano na podstawie materiału źródłowego.
1. "The Tournus" - 04:20
2. "Pipe - Dreams" - 02:34
3. "Speakers Corner" - 03:13
4. "Botany Play" - 04:58
5. "Wheel Of Progress" - 05:33
6. "Proszę się nie bać" - 02:41
7. "Not The First Not The Last One" - 03:08
8. "Along Came A Spider" - 06:05
9. "The Others" - 02:38